# Adam Musiałek
Adam Leszek Musiałek SCJ (ur. 9 maja 1957 w Wieruszowie) – polski duchowny rzymskokatolicki, sercanin, biskup De Aar od 2009.

## Życiorys
W 1977 roku złożył pierwsze śluby zakonne w zgromadzeniu sercanów. W 1981 roku przyjął śluby wieczyste. 9 czerwca 1983 roku przyjął święcenia kapłańskie. Następnie pracował w Chmielowie, był pomocnikiem mistrza nowicjatu w klasztorze sercanów w Stopnicy oraz przebywał przez pewien czas w Stanach Zjednoczonych na kursach językowych.
Od 1987 roku misjonarz w Republice Południowej Afryki. Początkowo pracował jako proboszcz w jednej z parafii w De Aar, zaś w latach 1995–2001 był przełożonym zakonnej prowincji południowoafrykańskiej. W kolejnych latach był dyrektorem zakonnego domu formacyjnego i proboszczem w Pietermaritzburg.
17 lipca 2009 mianowany biskupem ordynariuszem De Aar, sakrę biskupią otrzymał 24 września 2009 roku w De Aar.